# مولاي بوعزة
 مولاي بوعزة (بالإنجليزية: MOULAY BOUAZZA)‏ هي جماعة حضرية تابعة لإقليم خنيفرة ضمن جهة بني ملال خنيفرة بالمغرب. بلغ مجموع عدد سكان  مولاي بوعزة حسب إحصاءات 2004 حوالي 9328 نسمة يعيشون في 1968 أسرة.

## أنظر أيضًا
أيت فاسكا
أيت شعو
أحد بوحسوسن